# Ascensi Sales Moreno
Ascensi Sales Moreno, de vegades conegut com a Ascensi Sales, Asensio Sales o Asensio Sales y Moreno (València, 17 de maig de 1699 - Barcelona, 17 de gener de 1766) fou un teòleg, catedràtic, eclesiàstic i bisbe de Barcelona d'origen valencià.
Format a la Universitat de València, en acabar els seus estudis exercí com a professor a aquesta mateixa universitat. També fou prefecte d'estudis al Col·legi del Corpus Christi de València, canonge el 1732, i rector del Col·legi dels Sants Reis. Exercí com a professor de Filosofia i Teologia, i estigué vinculat al grup valencià de restauració intel·lectual reunit en torn de Gregori Maians i Siscar. El 1755 fou nomenat Bisbe de Barcelona. Com a tal, consagrà l'Església de Sant Miquel del Port, i es va mostrar molt actiu a defensar la col·legialitat episcopal prenent part en el que esdevindria l'últim dels Concilis provincials de la Tarraconense, convocat per l'arquebisbe Jaume de Cortada el 1757. El 1755, poc després d'arribar a Barcelona, va participar al que seria també el darrer dels sinodes diocesans de Barcelona. Durant el seu mandat promogué obres especials d'atenció als gitanos, i el 1759 inicià el procés de beatificació de Josep Oriol.
A partir de 1761 una ceguesa progressiva el va deixar totalment cec, havent de disminuir molt la seva activitat pastoral en els darrers anys.